# Guillermo Fratta
Guillermo Fratta Cabrera (Rocha, Uruguay; 19 de septiembre de 1995) es un futbolista uruguayo que juega como defensa central en Deportivo Cuenca de la Serie A de Ecuador.

## Trayectoria
Comenzó el 2015 realizando la pretemporada con el primer equipo de Defensor Sporting. Debutó en un partido amistoso el 13 de enero, por la final de la Copa Suat contra Racing, jugó todo el encuentro pero perdieron 1 a 0. Fue parte de la delegación que viajó a Buenos Aires para jugar un partido amistoso contra Vélez, jugó como titular y empataron 2 a 2.
El 27 de febrero convirtió un gol en un partido amistoso frente a Plaza Colonia, pero perdieron 2 a 1.
Su debut oficial se produjo el 6 de septiembre de 2015, jugó como titular contra el clásico rival, Danubio, al minuto 5 Facundo Castro realizó un tiro de esquina y con un cabezazo, Guillermo venció al arquero Franco Torgnascioli, fue su primer gol oficial, el encuentro terminó a favor 3 a 2.
Fue cedido a préstamo a Boston River para disputar el Torneo Especial 2016.

## Selección nacional
El lunes 9 de marzo de 2015 entrenó por primera vez con la selección sub-20 de Uruguay. Debutó con la Celeste el 29 de marzo, en un amistoso contra Uzbekistán, ingresó al comienzo del segundo tiempo por Jaime Báez pero perdieron 1 a 0.
Finalmente no fue incluido en la lista de jugadores para viajar al Mundial Sub-20 en Nueva Zelanda.
| Detalle de partidos con la Sub-20 | Detalle de partidos con la Sub-20 | Detalle de partidos con la Sub-20 | Detalle de partidos con la Sub-20 | Detalle de partidos con la Sub-20 | Detalle de partidos con la Sub-20 | Detalle de partidos con la Sub-20 | Detalle de partidos con la Sub-20 | Detalle de partidos con la Sub-20                      | Detalle de partidos con la Sub-20 |
| N°                                | Rival                             | Resultado                         | Fecha                             | Lugar                             | Competencia                       | Goles                             | Asistencias                       | Ref.                                                   |                                   |
| --------------------------------- | --------------------------------- | --------------------------------- | --------------------------------- | --------------------------------- | --------------------------------- | --------------------------------- | --------------------------------- | ------------------------------------------------------ | --------------------------------- |
| 1                                 | Uzbekistán                        | 0:1 (0:1)                         | 29 de marzo de 2015               | Coímbra Portugal                  | Amistoso                          | -                                 | -                                 | 1 Archivado el 30 de marzo de 2016 en Wayback Machine. |                                   |
| 2                                 | Portugal                          | 0:3 (0:2)                         | 31 de marzo de 2015               | Coímbra Portugal                  | Amistoso                          | -                                 | -                                 | 2 Archivado el 4 de marzo de 2016 en Wayback Machine.  |                                   |

## Estadísticas

### Clubes
Actualizado al último partido disputado el 2 de junio de 2024.
| Club                        | Div.          | Temporada     | Liga  | Liga  | Copas nacionales | Copas nacionales | Torneos internacionales | Torneos internacionales | Total | Total |
| Club                        | Div.          | Temporada     | Part. | Goles | Part.            | Goles            | Part.                   | Goles                   | Part. | Goles |
| --------------------------- | ------------- | ------------- | ----- | ----- | ---------------- | ---------------- | ----------------------- | ----------------------- | ----- | ----- |
| Defensor Sporting · Uruguay | 1.ª           | 2015-16       | 13    | 1     | -                | -                | 3                       | 0                       | 16    | 1     |
| Defensor Sporting · Uruguay | Total club    | Total club    | 13    | 1     | 0                | 0                | 3                       | 0                       | 16    | 1     |
| Boston River · Uruguay      | 1.ª           | 2016          | 14    | 3     | -                | -                | -                       | -                       | 14    | 3     |
| Boston River · Uruguay      | Total club    | Total club    | 14    | 3     | 0                | 0                | 0                       | 0                       | 14    | 3     |
| Deportivo Cuenca · Ecuador  | 1.ª           | 2023          | 11    | 0     | -                | -                | -                       | -                       | 11    | 0     |
| Deportivo Cuenca · Ecuador  | 1.ª           | 2024          | 13    | 3     | -                | -                | 1                       | 0                       | 14    | 3     |
| Deportivo Cuenca · Ecuador  | Total club    | Total club    | 24    | 3     | 0                | 0                | 1                       | 0                       | 25    | 3     |
| Total carrera               | Total carrera | Total carrera | 51    | 7     | 0                | 0                | 4                       | 0                       | 55    | 7     |

### Selecciones
Actualizado al 31 de marzo de 2015.
Último partido citado: Portugal 3 - 0 Uruguay
| Selección        | Temporada     | Sudamericano | Sudamericano | Mundial | Mundial | Amistosos | Amistosos | Total | Total |
| Selección        | Temporada     | Part.        | Goles        | Part.   | Goles   | Part.     | Goles     | Part. | Goles |
| ---------------- | ------------- | ------------ | ------------ | ------- | ------- | --------- | --------- | ----- | ----- |
| Sub-20 · Uruguay | 2014/15       | -            | -            | -       | -       | 2         | 0         | 2     | 0     |
| Sub-20 · Uruguay | Total sel.    | -            | -            | -       | -       | 2         | 0         | 2     | 0     |
| Total carrera    | Total carrera | -            | -            | -       | -       | 2         | 0         | 2     | 0     |

## Palmarés

### Distinciones individuales
| Distinción                                                 | Año  |
| ---------------------------------------------------------- | ---- |
| Jóvenes promesas de Uruguay para Pasión Fútbol (puesto 10) | 2016 |

### Otras distinciones
- Campeonato Uruguayo Sub-17: 2012
- Campeonato Uruguayo Sub-19: 2013
- Campeonato Uruguayo Sub-17: 2013
- Torneo Apertura Sub-19: 2014
- Torneo Clausura Sub-19: 2014
- Campeonato Uruguayo Sub-19: 2014
- Copa Suat: 2015
- Copa Suat: 2016
- Reconocimiento con una cuenta de Twitter en su honor: @FrattaDIO2

## Vida privada
Su hermano Mauricio Fratta también es futbolista, ataja en Boston River.